# Kanonierki typu Rendel

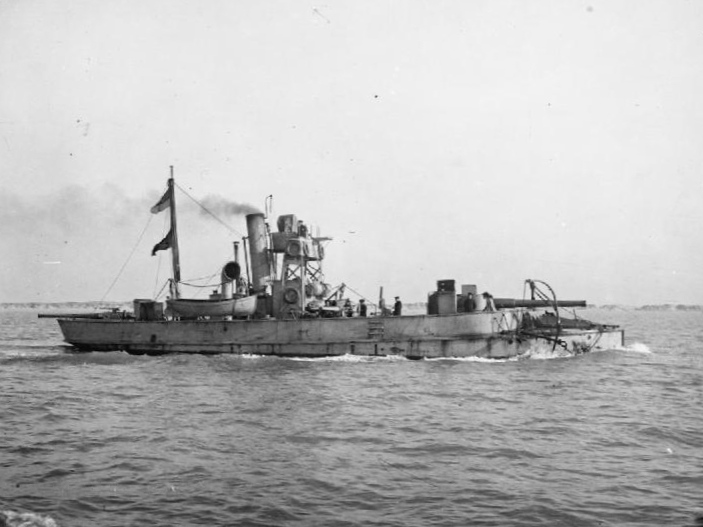
HMS „Bustard” - typowa kanonierka Rendela typu Ant

Kanonierki typu Rendel – grupa kanonierek budowanych w II połowie XIX wieku, projektu brytyjskiego konstruktora zakładów Armstronga  George’a Rendela lub na nim wzorowanych. Zaprojektowane oryginalnie były jako okręty obrony wybrzeża, ale używano ich także w rolach ofensywnych do ostrzeliwania pozycji przeciwnika. Nie stanowiły one jednolitego typu, ale grupę różniących się okrętów o pewnych wspólnych cechach, przede wszystkim uzbrojeniu w ciężkie działo umieszczone na dziobie. Większość kanonierek Rendela miała stosunkowa małą wyporność (typowo ok. 250 ton, ale niektóre typy tych kanonierek miały znacznie większą wyporność), niską wolną burtę i zazwyczaj nie miały żadnych masztów.  Pierwszą kanonierkę Rendela zwodowano w 1867, a ostatni okręt tego typu powstał w 1894.  W angielskojęzycznej literaturze marynistycznej określane są zazwyczaj jako flatiron gunboats (dosłownie – „kanonierki żelazkowe” czy „kanonierki przypominające żelazko”) z powodu charakterystycznej sylwetki przypominającej XIX-wieczne żelazka.

## Opis konstrukcji

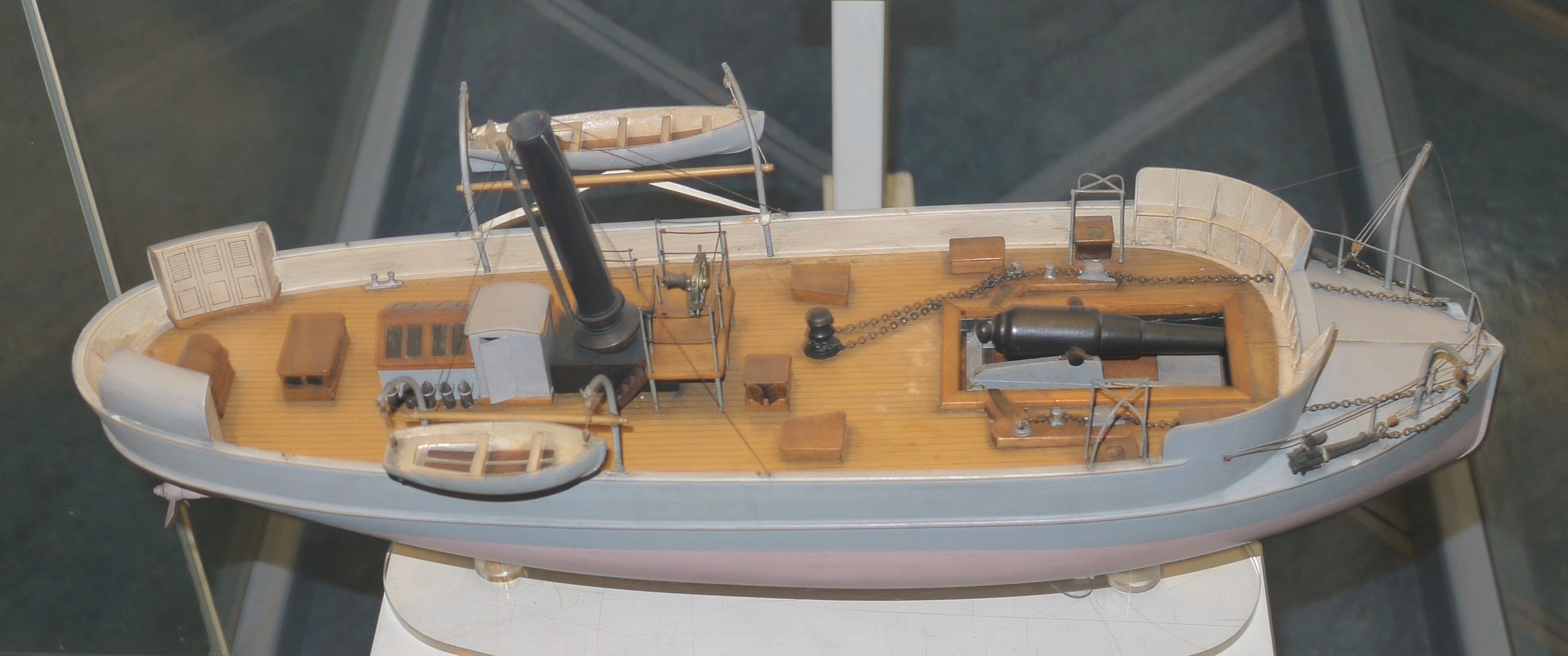
Model typowej kanonierki Rendela brytyjskiego typu Ant

Typowa kanonierka Rendela miała ok. 250 ton wyporności, długość ok. 100 stóp (30 m), zanurzenie wynosiło ok. 6 stóp (1,8 m).  Podstawowe uzbrojenie stanowiła umieszczona na dziobie pojedyncza ciężka armata, zazwyczaj kalibru 254 – 305 mm (10 – 12 cali). Celowanie odbywało się całym okrętem, armata była tak ciężka, że nie mogła być umieszczona w obrotowej wieży, ponieważ zagrażałoby to stabilności niewielkiego okrętu. Typowo kanonierki te nie były opancerzone. Okręty miały dwie śruby, co w połączeniu z małym zanurzeniem sprawiało, że były bardzo zwrotne, ale charakteryzowały się niską dzielnością morską.  Prędkość maksymalna wynosiła do 9 węzłów, ale mogły być holowane ze znacznie większą prędkością.  Załogę stanowiło 30-40 marynarzy.  Powstał także szereg nietypowych konstrukcji tego rodzaju, o znacznie większej wyporności lub też wyposażonych w maszty (brytyjskie jednostki typu Medina); na przykład niemieckie okręty typu Wespe miały ponad 1100 ton wyporności, pancerz i znacznie większą załogę wynoszącą 76 marynarzy. 
Rozwinięciem koncepcji tych kanonierek były małe krążowniki, jak chińskie typu „Chaoyong” czy japoński „Tsukushi”; aczkolwiek dużo większe (ok. 1350 t), były nieopancerzone i uzbrojone w bardzo ciężkie działa o ograniczonej szybkostrzelności. 

## Użycie bojowe
Kanonierki projektu Rendela były budowane zarówno dla marynarki brytyjskiej, jak i na eksport. Okręty wzorowane na  nich zaczęły być zaś budowane przez różne państwa. Stały się one popularne szczególnie z powodu, jak się początkowo wydawało, dobrego połączenia armat dużego kalibru (niektóre wyposażone były nawet w armaty 15, lub 16-calowe) z niewielkimi i tanimi okrętami. Ich rolę określano wręcz jako pływająca laweta dla ciężkiego działa. Ochronę miały im dawać małe rozmiary i małe zanurzenie, dzięki któremu mogły operować na płytszych akwenach przy brzegach, niedostępnych dla ciężkich okrętów. W praktyce jednak okazało się, że jako okręty obrony brzegowej mogły one być używane tylko w idealnych warunkach pogodowych przy braku fali i były praktycznie bezużyteczne przeciwko ruchomym celom.  Doświadczenia bojowe (bitwa pod Fuzhou czy bitwa pod Weihaiwei) pokazały, że kanonierki tego typu nie stanowiły żadnego zagrożenia dla większych od nich krążowników, które mogły je łatwo wymanewrować i zasypać ogniem z większej ilości armat.  O ile ich użycie w roli defensywnej zakończyło się fiaskiem, wielokrotnie były używane z dużym sukcesem w roli ofensywnej, do bombardowania naziemnych pozycji przeciwnika. Użycie ich w tej roli wymagało przynajmniej lokalnego panowania na morzu przez siły, które ich używały, ale w tej roli były używane wielokrotnie i bardzo skutecznie jeszcze w okresie I wojny światowej, a wcześniej np. w 1890 w Argentynie w czasie powstania antyrządowego czy przez marynarkę grecką w 1897 w czasie wojny grecko-tureckiej.